# Lossit Bay
Lossit Bay är en vik i Storbritannien.   Den ligger i riksdelen Skottland, i den västra delen av landet, 600 km nordväst om huvudstaden London. Lossit Bay ligger på ön Islay.